# Château de Crocq
Les vestiges du château de Crocq sont situés sur les hauteurs du village de Crocq dans le département de la Creuse et la région Nouvelle-Aquitaine.

## Historique
Le château en pierre a été construit en 1190, par Robert comte de Clermont, dauphin d'Auvergne, fils de Guillaume VII comte d'Auvergne débouté de son titre et de ses terres par son oncle Guillaume qui devient le huitième du nom comte d'Auvergne. Croc fait partie des seigneuries que Guillaume VII réussit à garder et représente le point de fortification occidental de ses terres qui vont prendre le nom de dauphiné d'Auvergne, alors que la seigneurie de la Combraille reste à son oncle Guillaume VIII et donc au comté d'Auvergne.
Crocq se trouve sur l'antique route qui va de Clermont à Limoges en passant par Felletin.
Crocq et la Combraille sont confisqués en 1196 par le roi Philippe Auguste lorsque Robert et son cousin Guy II comte d'Auvergne se sont ralliés à Richard Cœur de Lion. Ces terres sont restituées en 1199, puis à nouveau confisquées en 1203.
Il a été détruit sur ordre de Richelieu en 1632.
Les restes du château sont inscrits au titre des monuments historiques depuis 1926.

## Description
Il reste peu d'éléments néanmoins depuis plusieurs années une association locale œuvre pour sa restauration.
L'intérieur de la tour gauche (vue de l'arrière) sert actuellement de lieu d'exposition.
La tour droite permet l’ascension, en la rejoignant, au sommet de la tour gauche ou un panorama a été mis en place.

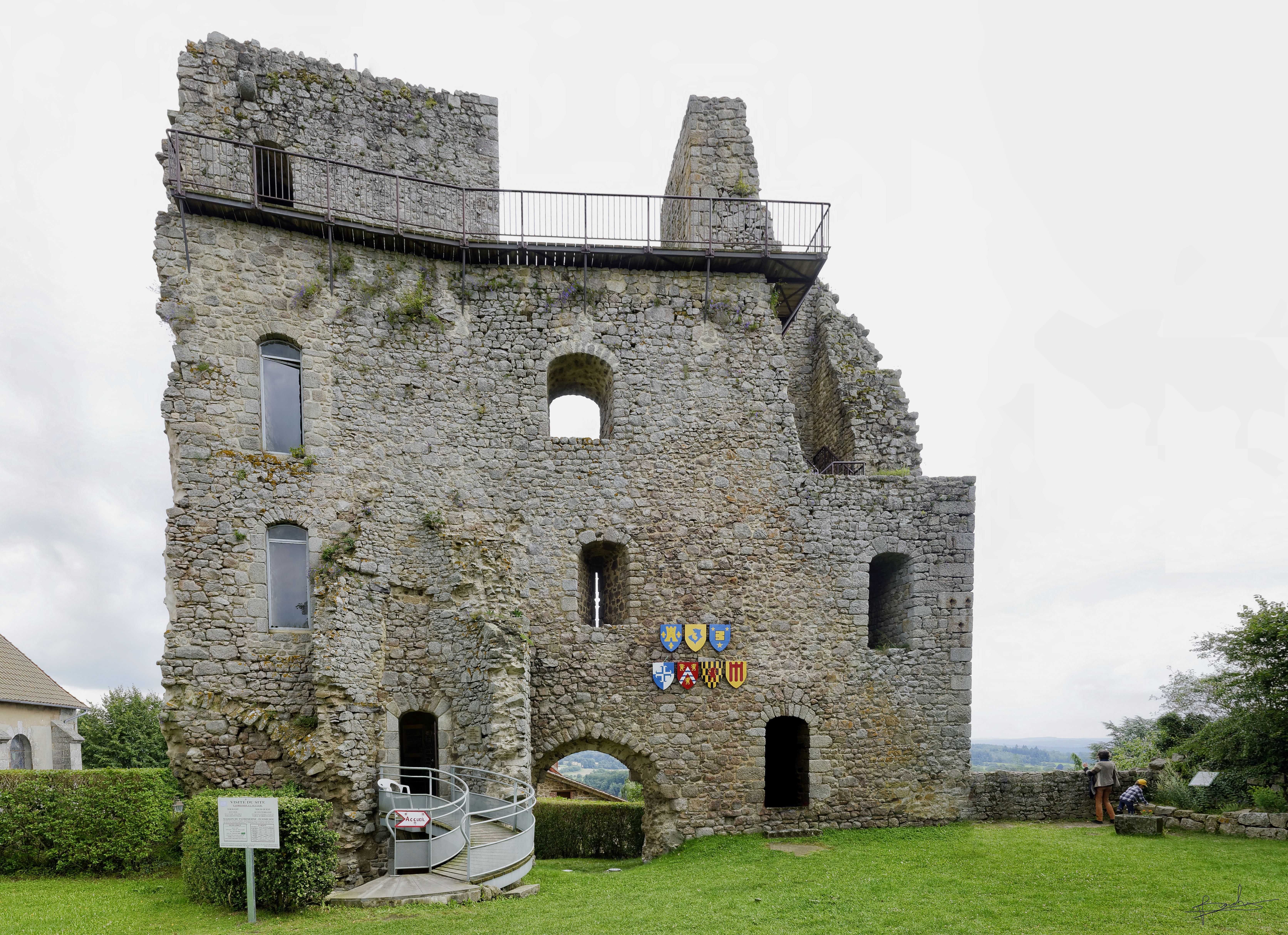
Château de Crocq, vue de l'arrière.